# Urochloa oligotricha
Urochloa oligotricha är en gräsart som först beskrevs av Antonio Bey Figari och De Not., och fick sitt nu gällande namn av Johannes Jan Theodoor Henrard. Urochloa oligotricha ingår i släktet leverhirser, och familjen gräs. Inga underarter finns listade i Catalogue of Life.